# Ока (посёлок станции)
Ока — посёлок сельского типа в Серпуховском районе Московской области. Входит в состав Липицкого сельского поселения (до 29 ноября 2006 года входил в состав Лукьяновского сельского округа), находится при упразднённой одноимённой железнодорожной станции, ныне платформе.

## Население
| 2002 | 2006 | 2010 |
| ---- | ---- | ---- |
| 3    | →3   | ↘1   |

## География
Посёлок Ока расположен примерно в 5 км (по шоссе) на юг от Серпухова, на левом берегу Оки, высота центра посёлка над уровнем моря — 114 м. Посёлок связан автобусным сообщением с райцентром и соседними населёнными пунктами.